# ژرژ ماتون
ژرژ ماتون (فرانسوی: Georges Maton‎; ۲۶ اکتبر ۱۹۱۳ – ۶ ژوئیهٔ ۱۹۹۸) دوچرخه‌سوار اهل فرانسه بود.
وی در مسابقات کشوری و بین‌المللی در مجموع برندهٔ ۱ مدال برنز شده‌است.